# Malpartida (Spanje)
Malpartida is een gemeente in de Spaanse provincie Salamanca in de regio Castilië en León met een oppervlakte van 10,30 km². Malpartida telt 99 inwoners (1 januari 2016).

## Demografische ontwikkeling
Bron: INE, 1857-2011: volkstellingen